# Multiplices inter

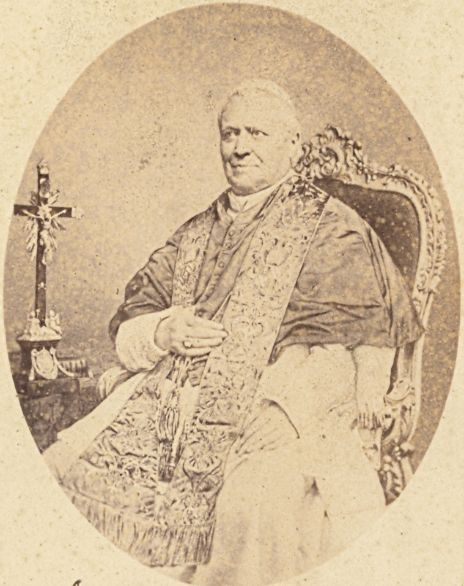
Pio IX nel 1865

Multiplices inter è un'allocuzione di Pio IX pronunciata il 25 settembre 1865 nella quale si rinnova la condanna dell'appartenenza dei cattolici alla massoneria e alle sette segrete.

## Contenuti
In apertura del discorso, Pio IX entra subito in argomento individuando la Massoneria "fra le molteplici macchinazioni e le astuzie con le quali i nemici del nome cristiano osarono assalire la Chiesa di Dio, e si sforzarono, benché inutilmente, di rovinarla e di distruggerla" e definendola una "perversa società di uomini ... la quale prima si unì nei nascondigli e nelle tenebre, e poi uscì fuori con impeto, a comune danno della religione e della società umana". 
Pio IX ricorda poi che già molti predecessori hanno espresso la loro condanna alla società massonica:
Ricorda che i suoi predecessori Pio VII e Leone XII estesero analoga condanna anche alla Carboneria e alle altre sette segrete anticlericali:
Il pontefice afferma poi che la clandestinità e il vincolo di segretezza imposto agli iniziati sono sintomo evidente di empietà e nefandezza perché, citando le sacre scritture: "chi opera male, ha in odio la luce".
Prosegue inoltre:

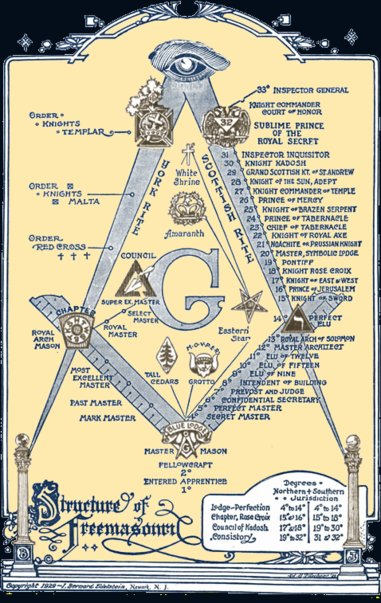
La squadra e il compasso, simboli della massoneria

Detto ciò, Pio IX conferma espressamente la condanna alla Massoneria dei suoi predecessori:
Ne consegue l'ammonimento ai fedeli a tenersi lontani dall'organizzazione segreta:
L'allocuzione si conclude con la richiesta di intercessione a Dio da parte della Vergine Maria.

## Atti successivi
Cinque anni più tardi, il 23 marzo 1870, Pio IX promulgò una bolla omonima per l'erezione della diocesi di Portoviejo, in Ecuador.